# Haecht
Pour la brasserie, voir Haacht (brasserie).

Haecht (orthographe en français,,,,) ou Haacht (orthographe en néerlandais,), est une commune néerlandophone de Belgique située dans la province du Brabant flamand, en Région flamande.
La commune est composée de la ville de Haecht et de différents villages : Kelfs, Tildonk, Wakkerzeel et Wespelaer.
L'église Saint-Remi (Sint-Remigiuskerk) possède encore des parties de mur datant de 1281.

## Sections de commune
| # | Nom       | Superf. (km²). | Habitants (2020). | Habitants par km² | Code INS |
| - | --------- | -------------- | ----------------- | ----------------- | -------- |
| 1 | Haecht    | 15,46          | 7.174             | 464               | 24033A   |
| 2 | Tildonk   | 9,80           | 3.971             | 405               | 24033B   |
| 3 | Wespelaer | 5,46           | 3.709             | 680               | 24033C   |

## Toponymie
On trouve aussi les formes Haacht et Hadocht.

## Histoire

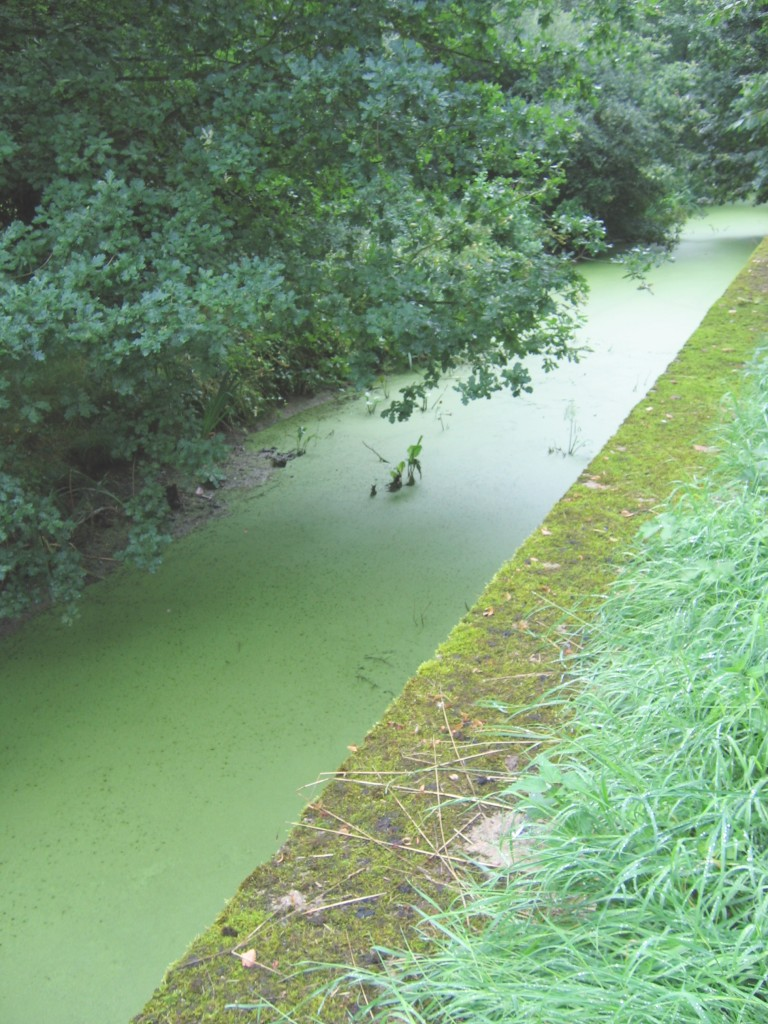
Vue sur le fossé antichar à Haecht, élément de la ligne KW

La découverte de deux poids de tissage témoigne d'une occupation à Haecht avant le début de notre ère. Des recherches sur le pollen montre que des céréales étaient déjà cultivées 1500 ans avant celui-ci dans l'est de la municipalité. Des fragments de poterie indiquent aussi une occupation durant la période gallo-romaine.
L'administration du village a été tenue par les Chevaliers de Rotselaer, qui avait également obtenu un château à Haacht entre les XIVe et XVIe siècles, le château Roost, qui a disparu au XIXe siècle. Rotselaer et Haecht formaient ainsi une seigneurie qui, au XVIe siècle, fut confiée aux ducs de Croÿ. Entre le XVIIe et le XVIIIe siècle, le pouvoir est passé aux mains des ducs d'Arenberg.
La ligne KW passait par la commune.

### Histoire de la paroisse de Haecht
La paroisse de Haecht était autrefois une simple chapelle dépendant de la paroisse de Werchter. En 1225, Henri de Brabant a accordé la possession de cette paroisse à l'abbaye de Parc. En 1230, Francon, doyen de Louvain, introduisit, en présence de l'archidiacre de Liège, l'abbé de Parc à la cure de Haecht. Le pape Grégoire IX approuva la donation en 1233.
Religieusement, la commune appartenait autrefois au diocèse de Liège. Plus tard, l'ancien lit de la Dyle, courant vers le sud, entraîna appartenance des entités actuelles de la commune à deux entités différentes. La frontière fluviale entre le diocèse était Malines (Haecht) et le archidiocèse de Cambrai (Wespelaer et Tildonk). De nos jours, l'église appartient à archidiocèse de Malines-Bruxelles.

## Héraldique
|  | La commune possède des armoiries qui lui ont été octroyées le 25 février 1845 et à nouveau le 1er juillet 1985. Elles sont identiques aux anciennes armoiries, mais maintenant dans les couleurs historiques. De plus, les fleurs de lys sont maintenant coupées de la base, également selon les armoiries historiques. Les armoiries précédentes avaient été octroyées le 25 février 1845. Ces armoiries sont inspirées des armoiries de la famille Rotselaar, seigneurs de Haacht depuis le XIIIe siècle. Les sceaux du conseil municipal des XIVe et XVIe siècles portent tous un écusson à trois fleurs de lys, armoiries de la famille. Les armoiries ont été octroyées en 1845 dans les mauvaises couleurs, argent sur noir, la raison en est inconnue. Très probablement, le conseil a mal interprété les couleurs d'un ancien document. Blasonnement : D'argent à 3 fleurs de lys coupées de gueules. - Délibération communale : 20 mai 1985 - Arrêté de l'exécutif de la communauté : 01 juillet 1985 - Moniteur belge : 8 juillet 1986 Source du blasonnement : Heraldy of the World. |

## Politique et administration

### Vie politique et résultats depuis 1976
| Parti                 | Parti                                  | 10-10-1976 | 10-10-1976 | 10-10-1982 | 10-10-1982 | 9-10-1988 | 9-10-1988 | 9-10-1994 | 9-10-1994 | 8-10-2000 | 8-10-2000 | 8-10-2006 | 8-10-2006 | 14-10-2012 | 14-10-2012 | 14-10-2018 | 14-10-2018 |
| Voix / Sièges         | Voix / Sièges                          | %          | 21         | %          | 21         | %         | 21        | %         | 21        | %         | 23        | %         | 23        | %          | 23         | %          | 23         |
| --------------------- | -------------------------------------- | ---------- | ---------- | ---------- | ---------- | --------- | --------- | --------- | --------- | --------- | --------- | --------- | --------- | ---------- | ---------- | ---------- | ---------- |
|                       | CVP1 / CD&V2                           | 52,141     | 12         | 28,361     | 7          | 30,461    | 7         | 28,381    | 6         | 28,511    | 7         | 28,182    | 7         | 17,722     | 4          | 15,32      | 3          |
|                       | PVV1 / VLD2 / Open Vld3                | 12,321     | 2          | 9,761      | 1          | -         |           | 15,892    | 3         | 28,022    | 7         | 27,662    | 7         | 28,943     | 7          | 34,03      | 9          |
|                       | SP1 / LVB2 / sp.a-DNAB / sp.a3         | 27,981     | 6          | 27,061     | 6          | 35,71     | 9         | 33,932    | 8         | 20,581    | 5         | 30,46B    | 7         | 14,733     | 3          | 10,43      | 2          |
|                       | VU1 / D.N.A.A / sp.a-DNAB / N-VA2      | 7,561      | 1          | 10,421     | 1          | 12,151    | 2         | 14,29A    | 3         | 14,28A    | 3         | 30,46B    | 7         | 23,582     | 6          | 22,82      | 5          |
|                       | Agalev1 / D.N.A.A / sp.a-DNAB / Groen2 | -          |            | -          |            | 6,141     | 0         | 14,29A    | 3         | 14,28A    | 3         | 30,46B    | 7         | 15,032     | 3          | 17,52      | 4          |
|                       | Vlaams Blok1 / Vlaams Belang2          | -          |            | -          |            | -         |           | -         |           | 8,61      | 1         | 13,702    | 2         | -          |            | -          |            |
|                       | GBH                                    | -          |            | 24,41      | 6          | 15,55     | 3         | 7,51      | 1         | -         |           | -         |           | -          |            | -          |            |
| Total des voix        | Total des voix                         | 7424       | 7424       | 8244       | 8244       | 8740      | 8740      | 9102      | 9102      | 9443      | 9443      | 9936      | 9936      | 10202      | 10202      | 10582      | 10582      |
| Pourcentage %         | Pourcentage %                          |            |            |            |            | 95,49     | 95,49     | 93,27     | 93,27     | 92,29     | 92,29     | 93,49     | 93,49     | 91,89      | 91,89      | 92,4       | 92,4       |
| Blanc et abstention % | Blanc et abstention %                  | 3,1        | 3,1        | 4,52       | 4,52       | 4,43      | 4,43      | 6,36      | 6,36      | 5,1       | 5,1       | 4,59      | 4,59      | 4,44       | 4,44       | 4,6        | 4,6        |

Les chiffres rouges à côté des données indiquent le nom sous lequel les partis se sont présentés à chaque élection.

Les sièges de la coalition formée sont mis en gras.

### Liste des bourgmestres
- En 1931: Verhoeven
- En 1942: Joseph Vermeylen

Les bourgmestres depuis la fusion des communes de 1977 sont les suivants :
- 1977-1982: André Le Roy (CD&V), ancien bourgmestre de Wespelaer
- 1983-1998: René Van Langendonck
- 1998-2000: Marc Verbeeck
- 2001-2006: Edmond Fillet (VLD)
- 2007-2012: Armand Van Cappellen (CD&V)
- 2013-2015: Edmond Fillet (Open Vld)
- 2016-...: Steven Swiggers (Open Vld)

## Démographie

### Démographie: Avant la fusion des communes
- Source: DGS recensements population

### Démographie: Commune fusionée
Graphique de l'évolution de la population de la commune (la commune de Haecht étant née de la fusion des anciennes communes de Haecht, de Tildonk et de Wespelaer, les données ci-après intègrent les trois communes dans les données avant 1977).
Les chiffres des années 1831 à 1970 tiennent compte des chiffres des anciennes communes fusionnées.
- Source: DGS , de 1831 à 1981=recensements population; à partir de 1990 = nombre d'habitants chaque 1 janvier[12]

## Économie
La ville donne son nom à la Brasserie Haacht, anciennement Brasserie et Laiterie de Haecht, bien que celle-ci soit située à Boortmeerbeek.

## Habitants célèbres
- Remi Van de Sande (1893-1969), navigateur
- Eva Daeleman (1990) (présentatrice)
- Frédéric Frans (1989), (footballeur)

## Sport
La ville est connue pour son club de handball, HC Atomix, ayant déjà évolué en D1 nationale, qui évolue à ce jour en Superliga  et D2 Belge .